# Î (латиниця)
Î,î (i-циркумфлекс) — літера фріульської, курдської та румунської абеток. Ця літера також використовується у французькій, турецькій, валлійській та валлонській мовах як варіант літери «i».

## Використання в інших мовах

### Африкаанс
В Африкаанс î є акцентованим варіантом i. Приклад використання: «wîe», множина від «wig» (= клин).

### Фріульська мова
Î використовується для позначення звука /iː/.

### Курдська мова
Î — 12-а літера курдського алфавіту та позначає /iː/.

### Румунська мова
Î — 12-а літера румунського алфавіту та позначає /ɨ/. У румунській мові цей звук також позначається літерою â.

### Італійська мова
Î — варіант I в італійській мові. Вона використовується у формах множини іменників чоловічого роду, що закінчуються на «-io», щоб уникнути омографів. Приклад: «principio» /printʃipjo/ (принцип) у множині «principî» /printʃipi/, в той час як «principe» /printʃipe/ (принц) у множині буде «principi» /printʃipi/. Проте використання Î в італійській вживається дедалі рідше; більшість італійців пишуть «principi» як множину як «principio», так і «principe».

### Французька мова
Î — літера, що вживається в різних французьких словах, таких як naître (народитися), abîme (безодня), maître (майстер) тощо. На відміну від Â, Ê та Ô, циркумфлекс не змінює вимову î, також як і в û. Циркумфлекс у цьому випадку означає, що історично в даному слові після літери i була ще літера або навіть склад (наприклад, abîme (прірва) утворено від латинського abyssum, île (острів) від латинського insula).

### Турецька мова
У турецькій î використовується для позначення звука /iː/ в арабських запозиченнях, де він ввживається як ад'єктивний суфікс, який утворює прикметник з іменника.

## Інше використання

### В математиці
- Літера {\displaystyle \mathbf {\hat {\boldsymbol {\imath }}} } іноді використовується для позначення одиничного вектора.

## Символьна картографія
| Charset  | Unicode | ISO 8859-1, 2, 3, 4, 9, 10, 14, 15, 16 |
| -------- | ------- | -------------------------------------- |
| Велика Î | U+00CE  | CE                                     |
| Мала î   | U+00EE  | EE                                     |